# Arthur Miller
Arthur Asher Miller (n. 17 octombrie 1915, New York City, New York, SUA – d. 10 februarie 2005, Roxbury⁠(d), Connecticut, SUA) a fost un dramaturg și eseist american de origine evreiască. A fost laureat al Premiului Pulitzer pentru Dramaturgie precum și soțul lui Marilyn Monroe.
A scris drame sociale într-o tehnică analitică ce amintește de teatrul ibsenian, de perfectă stăpânire scenică, cultivând monologul interior, suprapunerea planurilor, procedeul rememorărilor - pe tema alienării personalității în condițiile capitalismului.
Una dintre cele mai cunoscute scrieri ale sale este drama "Moartea unui comis-voiajor" ("Death of a Salesman"), jucată în premieră în 1949.

## Viața personală
A fost căsătorit cu:
- 1940 - 1956: Mary Slattery;
- 1956 - 1961: Marilyn Monroe;
- 1962 - 2002: Inge Morath, având ca fiică pe regizoarea și scenarista Rebecca Miller.

## Scrieri
- 1945: Focus, roman care denunță intoleranța rasială;
- 1947: All My Sons ("Toți fiii mei"), în care sunt ilustrate drame de conștiință;
- 1949: Death of a Salesman ("Moartea unui comis-voiajor");
- 1953: The Crucible ("Vrăjitoarele din Salem");
- 1955: A View from the Bridge ("Vedere de pe pod");
- 1961: The Misfits ("Inadaptabilii"), care ilustrează căutarea sensului demnității într-o lume ostilă;
- 1964: After the Fall ("După cădere");
- 1968: The Price ("Prețul").